# Lena Melesjö Windahl
Lena Melesjö Windahl, ogift Melesjö, tidigare Ohlsson, ursprungligen Olsson, född 28 juli 1954 i Asarums församling i Blekinge län, är en svensk politiker (socialdemokrat, tidigare aktiv i VPK, idag vänsterpartiet). 
Melesjö Windahl, som är dotter till hemmansägare Harry Olsson och Mary Nilsson, utexaminerades från lärarhögskolan i Kristianstad 1976 och studerade vid Lunds universitet och Högskolan i Karlstad 1980–1987. Hon var lärare 1976–1979, studievägledare vid högskolan från 1980, byrådirektör 1982–1983 och kvinnopolitisk funktionär 1985–1986. Hon var ledamot av Värmlands läns landsting från 1984 och landstingsråd från 1987. Hon var även ordförande Vänsterpartiets centrala kvinnopolitiska utskott och ledamot av partiets verkställande utskott.
Melesjö Windahl lämnade politiken i början av 1990-talet för att bygga upp Jämställdhetscentrum vid högskolan i Karlstad. I mitten av 1990-talet hade hon anslutit sig till socialdemokraterna och var efter valet 1998 kommunalråd och kommunstyrelsens ordförande för majoriteten i Karlstads kommun fram till valet 2010. Hon var kommunalråd i opposition och kommunstyrelsens vice ordförande från 2010 till 31 mars 2014.